# Władimir Chodus
Władimir Aleksiejewicz Chodus (ros. Владимир Алексеевич Ходус; ur. 13 lipca 1952 w Swietłogradzie, w Kraju Stawropolskim, Rosyjska FSRR) – rosyjski trener piłkarski.

## Kariera trenerska
W 1974 ukończył Pedagogiczny Instytut w Stawropolu. W 1985 rozpoczął pracę trenerską w juniorskiej drużynie Torpeda Zaporoże. W 1989 otrzymał dyplom trenera najwyższej kwalifikacji po ukończeniu Wyższej Szkoły Trenerskiej w Moskwie. Pomagał trenować kluby Torpedo Zaporoże i Dinamo Stawropol. W 1991 pracował na stanowisku głównego trenera Worskły Połtawa. Następnie wyjechał zagranicę, gdzie trenował kluby Turbacz Mszana Dolna, Al-Ahed Bejrut, Al-Nahda i Aroba Sur. W 2005 powrócił na Ukrainę, gdzie został trenerem Ołkomu Melitopol. W 2007 otrzymał licencję trenerską kategorii A UEFA. Od 2008 pracuje w sztabie szkoleniowym Metałurha Zaporoże. Od września 2009 pełni funkcje głównego trenera klubu, a potem kierował drugą drużynę Metałurha. W 2014 trenował amatorski Ajaks Zaporoże, a potem przez dwa lata Awangard Moskwa. W 2017 prowadził Znamia Truda Oriechowo-Zujewo.